# Os radiale externum
Het os radiale externum is een zeldzaam voorkomende botstructuur naast de reguliere handwortelbeentjes, gelegen lateraal bij de tuberkel van het os scaphoideum, net naast het os trapezium, aan de spaakbeenzijde van de handwortel. In de literatuur is een zeldzame casus beschreven van een vijftienjarige jongen die aan beide handen een botje had aan de laterale zijde van de overgang tussen het os scaphoideum en het os trapezium, dat een jaar later beiderzijds was vergroeid met het os scaphoideum.
Dit sesambeen van de musculus abductor pollicis longus komt voor in alle niet-mensachtige primaten en articuleert bij hen zowel met het scafoïd als met het grootveelhoekig been. Bij de Gorilla gorilla komt het botje bij de helft van de populatie voor, bij mensen is het over het algemeen afwezig.
Op röntgenfoto's wordt een os radiale externum soms onterecht aangemerkt als afwijkend, losliggend botdeel of als fractuur.

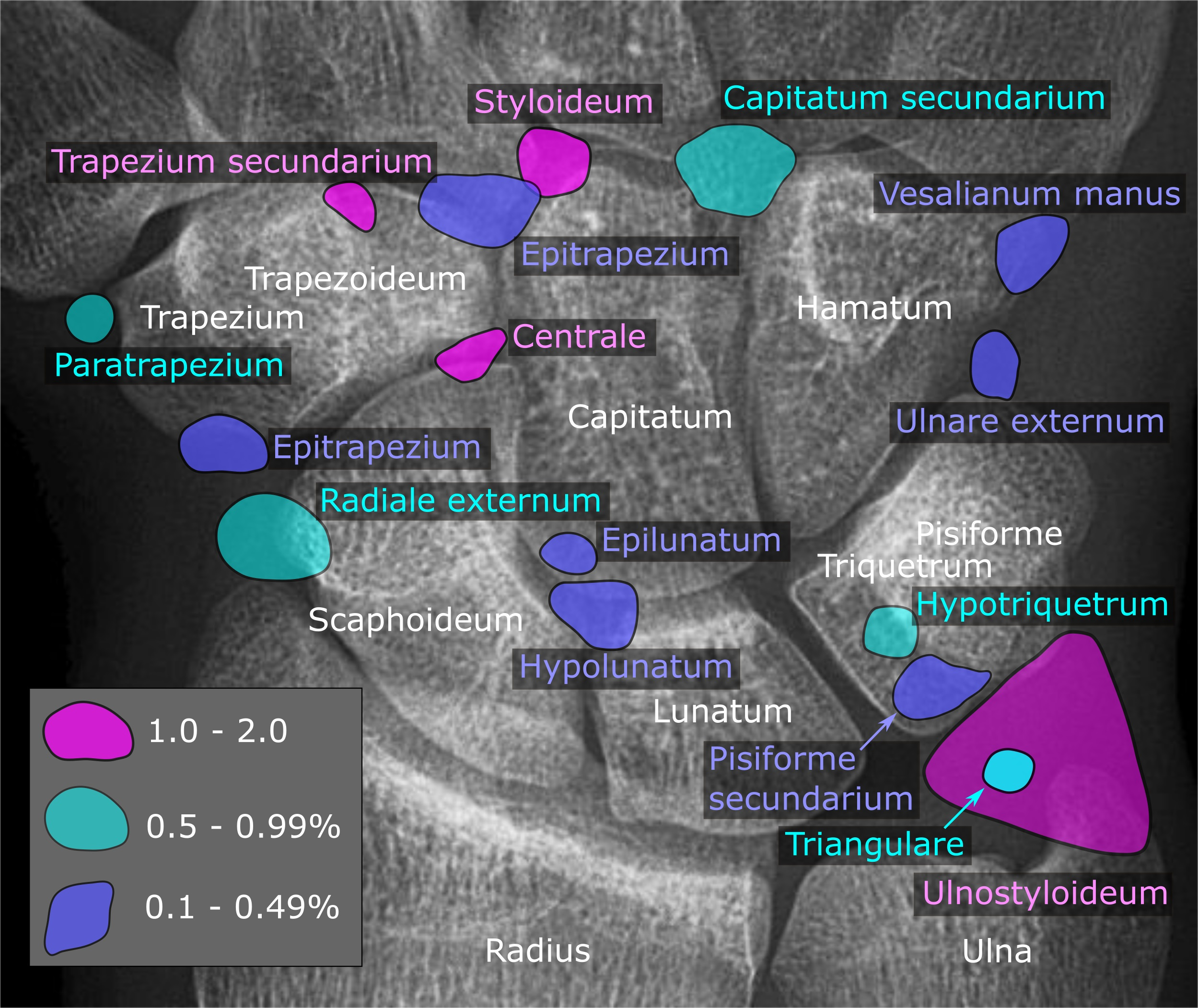
Röntgenfoto van de linker pols, met de extra handwortelbeentjes gekleurd naar hun prevalentie.